# 達喀爾省

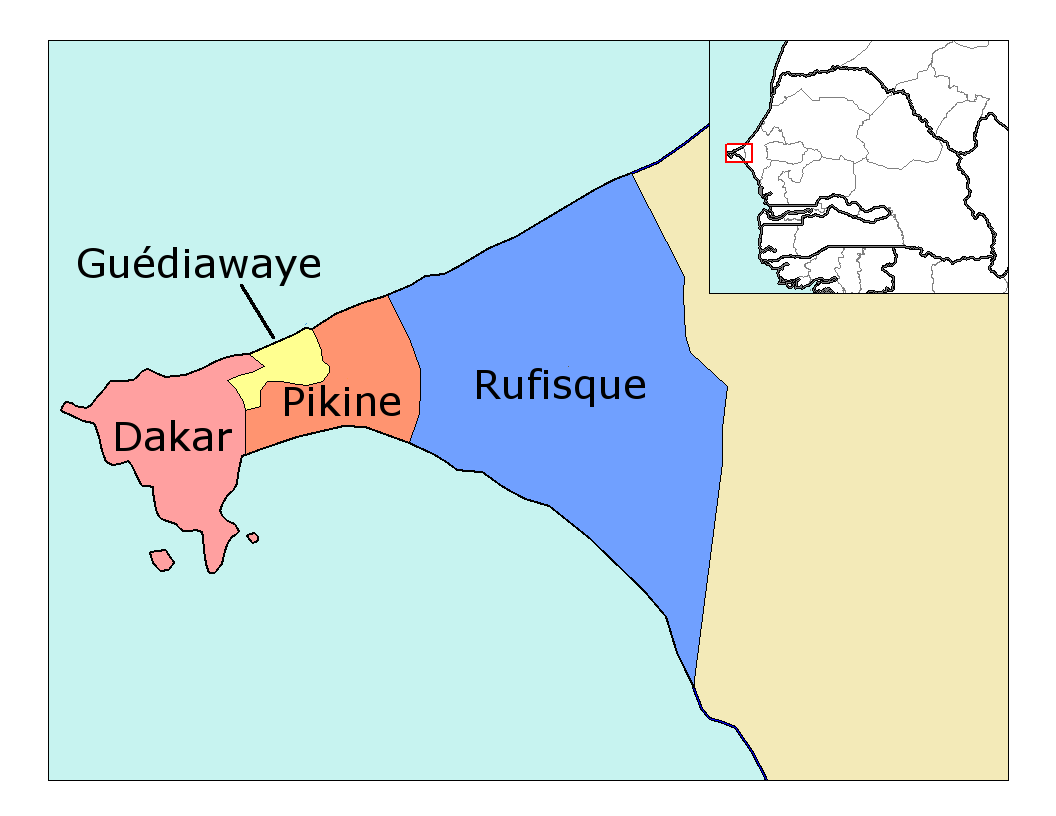

14°27′N 17°12′W / 14.450°N 17.200°W
達喀爾省（法語：Département de Dakar），是塞內加爾的省份，位於該國西部，由達喀爾區負責管轄，首府設於達喀爾，東面是蓋迪亞瓦耶省，面積79平方公里，2013年人口1,146,053，人口密度每平方公里15,000人。